# Bailleulval
Bailleulval ist eine französische Gemeinde mit 233 Einwohnern (Stand 1. Januar 2022) im Département Pas-de-Calais in der Region Hauts-de-France. Sie gehört zum Arrondissement Arras und zum Kanton Avesnes-le-Comte. Die Einwohner werden Bailleulvallois genannt.

## Lage
Die Gemeinde Bailleulval liegt am Südostrand des Artois am Oberlauf des Flüsschens Crinchon, 14 Kilometer südwestlich von Arras. Durch den Norden des Gemeindegebietes führt die RN 25. Nachbargemeinden von Bailleulval sind, Monchiet im Norden, Basseux im Nordosten, Rivière im Südosten, Berles-au-Bois im Süden, Bailleulmont im Südwesten sowie Gouy-en-Artois im Nordwesten.

## Bevölkerungsentwicklung
| Jahr                       | 1962 | 1968 | 1975 | 1982 | 1990 | 1999 | 2006 | 2013 | 2022 |
| Einwohner                  | 261  | 255  | 240  | 259  | 273  | 272  | 269  | 260  | 233  |
| Quellen: Cassini und INSEE |      |      |      |      |      |      |      |      |      |

## Sehenswürdigkeiten
- Kirche St. Martin
- Soldatenfriedhof des Commonwealth
- Wasserturm

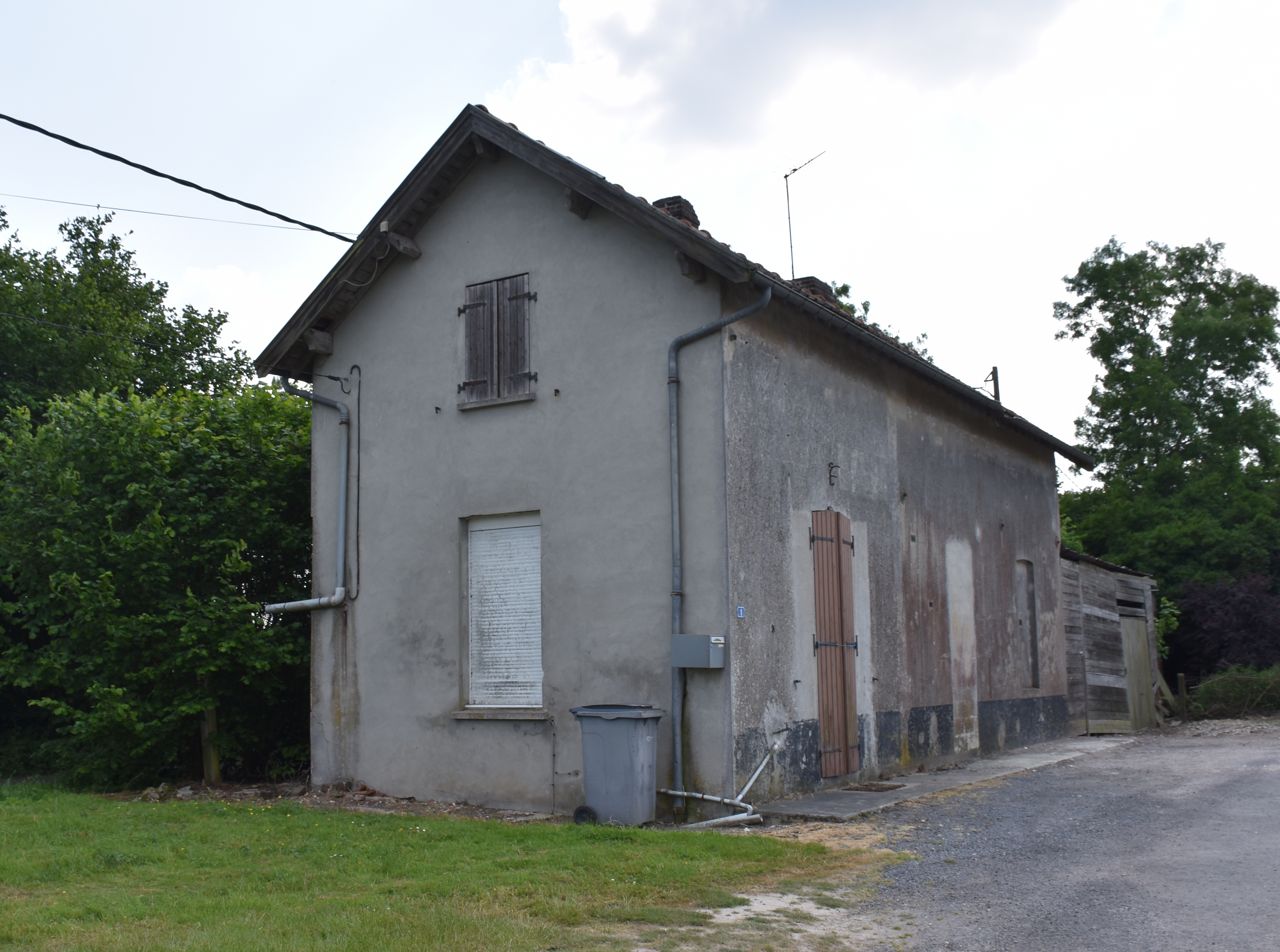
Ehemaliger Bahnhof an der Strecke von Doullens nach Arras
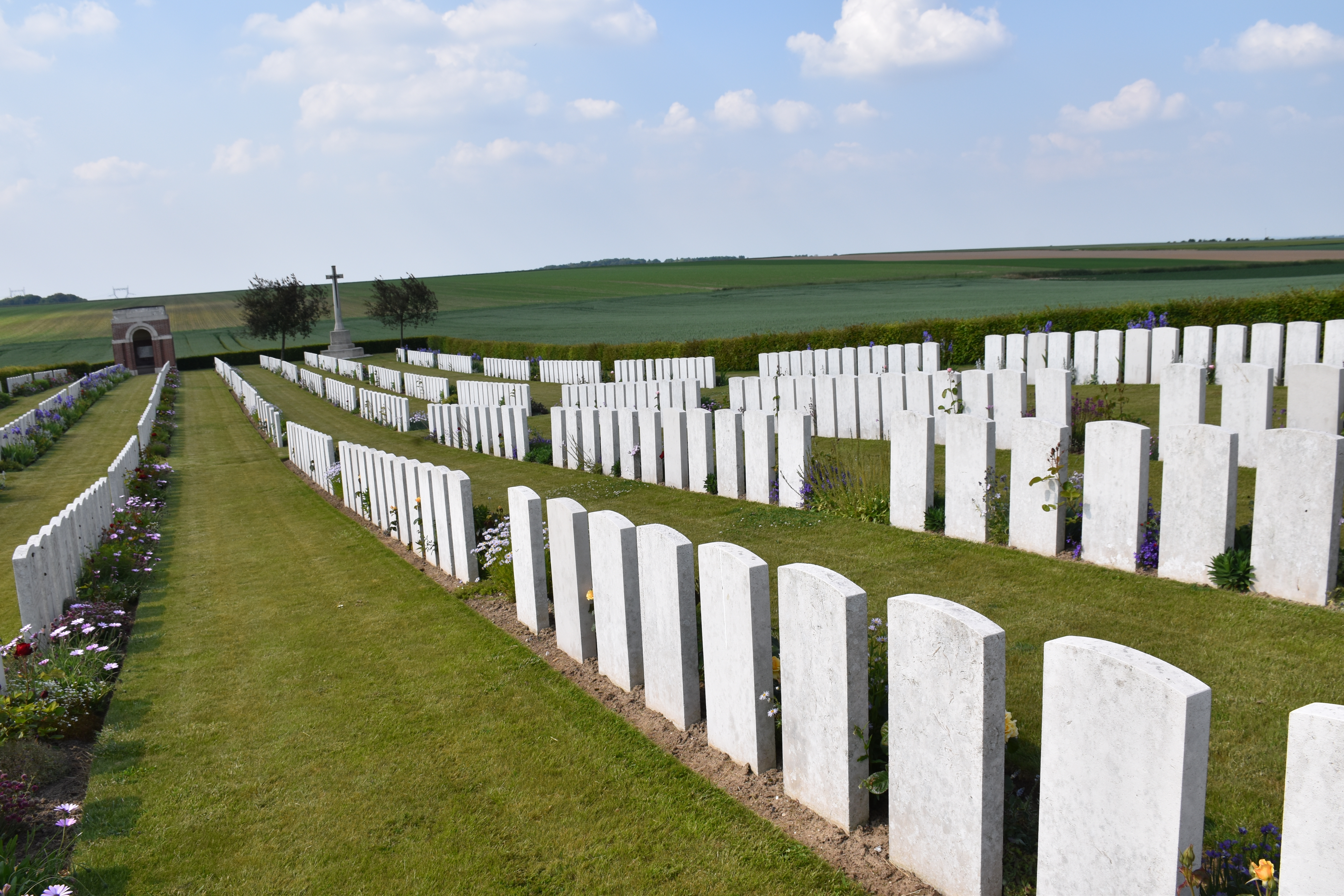
Commonwealth-Soldatenfriedhof